# 김덕영 (1948년)
김덕영(金德永, 1948년 6월 30일 ~ )은 대한민국의 제2·4·5·6대 부산광역시 사상구의원이다.

## 학력
- 1967.03 ~ 1973.02 서포국민학교 졸업
- 1973.03 ~ 1976.02 서포중학교 졸업
- 1976.03 ~ 1979.02 삼천포고등학교 졸업
- 부산디지털대학교 사회복지학 학사 졸업

## 경력
- 신민주공화당 부산시당 북구 을 지구당
- 1995.07 ~ 1998.06 제2대 부산광역시 사상구의회 의원
- 2002.07 ~ 2006.06 제4대 부산광역시 사상구의회 의원
- 2002.07 ~ 2004.07 제4대 부산광역시 사상구의회 전반기 부의장
- 2004.07 ~ 2006.06 제4대 부산광역시 사상구의회 후반기 부의장
- 2006.07 ~ 2010.06 제5대 부산광역시 사상구의회 의원
- 2008.07 ~ 2010.06 제5대 부산광역시 사상구의회 후반기 부의장
- 2010.07 ~ 2014.06 제6대 부산광역시 사상구의회 의원
- 2010.07 ~ 2012.07 제6대 부산광역시 사상구의회 전반기 의장
- 2015 부산광역시 사상구의회 후보

## 역대 선거 결과
|  | 6.4% |

|  | 28.07% |

|  | 49.94% |

|  | 33.14% |

|  | 25.63% |

|  | 36.18% |

|  | 38.94% |